# مقاطعة هاميلتون (نيويورك)
مقاطعة هاميلتون (بالإنجليزية: Hamilton County)‏ هي إحدى المقاطعات في ولاية نيويورك في الولايات المتحدة الأمريكية.

## أعلام
- حيرام خامسا ويلسون